# Fleury-les-Aubrais
Fleury-les-Aubrais település Franciaországban, Loiret megyében. Lakosainak száma 21 664 fő (2022. január 1.). Fleury-les-Aubrais Cercottes, Orléans, Chanteau, Saran és Semoy községekkel határos.

## Népesség
A település népességének változása:
| Lakosok száma | 13 180 | 19 758 | 20 673 | 21 418 | 20 677 | 21 089 | 21 026 | 21 010 | 21 104 | 21 664 |
|               | 1968   | 1982   | 1990   | 2006   | 2013   | 2015   | 2017   | 2019   | 2020   | 2022   |